# Trochosa hirtipes
Trochosa hirtipes là một loài nhện trong họ Lycosidae.
Loài này thuộc chi Trochosa. Trochosa hirtipes được A. V. Ponomarev miêu tả năm 2009.